# Архиепархия Шиллонга
Архиепархия Шиллонга (лат. Archidioecesis Shillongensis) — архиепархия Римско-Католической церкви c центром в городе Шиллонг, Индия. В митрополию Шиллонга входят епархии Агарталы, Аиджала, Джоваи, Нонгстойна, Туры. Кафедральным собором архиепархии Шиллонга является церковь Пресвятой Девы Марии.

## История
13 декабря 1889 года Святой Престол учредил апостольскую префектуру Ассама, выделив её из епархии Кришнагара.
9 июля 1934 года Римский папа Пий XI издал буллу Uberius ac felicius, которой преобразовал апостольскую префектуру Ассама в епархию Шиллонга. В этот же день епархия Шиллонга вошла в архиепархию Калькутты.
12 июля 1951 года и 16 января 1964 года епархия Шиллонга передала часть своей территории для возведения новых епархий Дибругарха и Тезпура.
26 июня 1969 года Римский папа Павел VI выпустил буллу Christi sponsa, которой возвёл епархию Шиллонга в ранг архиепархии с наименованием Гаухати — Шиллонга.
22 января 1969 года архиепархия Гаухати — Шиллонга была переименована в епархию Шиллонга — Гаухати.
1 марта 1973 года и 5 декабря 1973 года архиепархия Гаухати — Шиллонга передала часть своей территории для возведения новых епархий Туры и Дипху.
30 марта 1992 года архиепархия Шиллонга — Гаухати была разделена на две части: архиепархию Шиллонга и епархию Гувахати.
28 января 2006 года архиепархия Шиллонга передала часть своей территории для возведения новых епархий Нонгстойна и Джоваи.

## Ординарии архиепархии
- епископ Отто Хопфенмюллер (13.12.1889 — 21.08.1890);
- епископ Ангелус Мюнцлохер (1890—1906);
- епископ Кристоферус Беккер (1906—1921);
- епископ Луис Матиас (15.12.1922 — 25.03.1935) — назначен архиепископом Мадраса (сегодня — Архиепархия Мадраса и Мелапора);
- архиепископ Стефен Феррадо (26.11.1935 — 26.06.1969);
- архиепископ Hubert D’Rosario (26.06.1969 — 30.08.1994);
- архиепископ Тарцизий Ресто Фанранг (2.08.1995 — 5.05.1999);
- архиепископ Доминик Джала (22.12.1999 — 10.10.2019);
- архиепископ Victor Lyngdoh (28.12.2020 — по настоящее время).

## Источник
- Annuario Pontificio, Ватикан, 2007
- Булла Uberius ac felicius Архивная копия от 5 октября 2018 на Wayback Machine, AAS 27 (1935), стр. 321  (лат.)
- Булла Christi sponsa Архивная копия от 3 февраля 2014 на Wayback Machine  (лат.)